# Ван Хеккинг Коленбрандер, Гюс
Гюстаф Паул (Гюс) ван Хеккинг Коленбрандер (нидерл. Gustaaf Paul "Guus" van Hecking Colenbrander; 7 ноября 1887, Сурабая, Голландская Ост-Индия — 13 марта 1945, Зейст, Нидерланды) — нидерландский футболист, игравший на позиции защитника, выступал за клуб «Велоситас Бреда». В составе сборной Нидерландов сыграл один матч.

## Ранние годы
Гюстаф Паул, более известный под именем Гюс, родился в городе Сурабая на острове Ява. Его отец — Йохан Хендрик, родился в Арнеме в семье офицера и работал поверенным от компании «Heineken» в Голландской Ост-Индии. В октябре 1886 года он женился на Каролине Кристине Пелцер, которая за четыре года родила ему троих детей: двух сыновей и дочь.
В возрасте шести лет Гюс остался без отца, который умер в 1893 году в городе Сурабая. После этого они переехали в Нидерланды, где его мать вышла замуж в третий раз. Гюс происходил из семьи военнослужащих, поэтому он поступил в кадетскую школу в Алкмаре, в которой начал играть в футбол. В 1906 году он поступил в Королевскую военную академию в городе Бреда.

## Спортивная карьера
В возрасте семнадцати лет ван Хеккинг Коленбрандер стал членом футбольного клуба «Велоситас», в котором играли в основном воспитанники военной академии и кадетских школ. Гюс стал играть на позиции защитника, а уже через три года получил вызов в сборную Нидерландов. Его дебют состоялся 10 мая 1908 года в товарищеском матче против сборной Франции, состоявшемся в Роттердаме. Хозяева поля одержали крупную победу со счётом 4:1 — для нидерландцев эта была первая встреча с французской сборной. В той игре участвовал ещё один игрок «Велоситаса» — Ян Аккерсдейк.

## Статистика

### Матчи ван Хеккинга Коленбрандера за сборную Нидерландов
| Матчи ван Хеккинга Коленбрандера за сборную Нидерландов | Матчи ван Хеккинга Коленбрандера за сборную Нидерландов | Матчи ван Хеккинга Коленбрандера за сборную Нидерландов | Матчи ван Хеккинга Коленбрандера за сборную Нидерландов | Матчи ван Хеккинга Коленбрандера за сборную Нидерландов | Матчи ван Хеккинга Коленбрандера за сборную Нидерландов |
| ------------------------------------------------------- | ------------------------------------------------------- | ------------------------------------------------------- | ------------------------------------------------------- | ------------------------------------------------------- | ------------------------------------------------------- |
| №                                                       | Дата                                                    | Соперник                                                | Счёт                                                    | Голы ван Хеккинга Коленбрандера                         | Соревнование                                            |
| 1                                                       | 10 мая 1908                                             | Франция                                                 | 4:1                                                     | —                                                       | Товарищеский матч                                       |

Итого: 1 матча / 0 голов; 1 победа, 0 ничьих, 0 поражений.

## Личная жизнь
Гюстаф женился в возрасте тридцати девяти лет. Его избранницей стала 25-летняя Якоба Йоханна ван дер Мен, уроженка Амстердама. Их брак был зарегистрирован 25 ноября 1926 года в Утрехте. В 1935 году у них родился сын — Йохан Гюстаф.
Военную службу он проходил в авиационных войсках и дослужился до звания майора. Во время Второй мировой войны он попал в плен к немцам, после чего был отправлен домой. Умер в марте 1945 года после болезни в возрасте 57 лет.